# Colmán Rímid
Colmán Rímid o Colmán mac Báetáin (... – 604 circa) è stato un sovrano irlandese considerato anche re supremo.
Colmán era figlio di Báetán mac Muirchertaig e apparteneva ai Cenél nEógain, ramo degli Uí Néill del nord. Avrebbe detenuto il potere supremo insieme ad Áed Sláine, ma ciò è dubbio. Sua figlia o nipote Fín era la madre di Aldfrith, figlio di Oswiu. Suo fratello Máel Umai combatté nella battaglia di Degsastan dove avrebbe ucciso il fratello di re Æthelfrith della Bernicia. Colmán sarebbe stato ucciso da un suo consanguineo Lochán nel 604.